# Nagycsány
Nagycsány là một thị trấn thuộc hạt Baranya, Hungary. Thị trấn này có diện tích 5,65 km², dân số năm 2010 là 157 người, mật độ 28 người/km².